# Trávení
Trávení (digesce), někdy také zažívání, je metabolický biochemický proces, jehož cílem je získání živin z potravy. V rámci trávení se potrava rozkládá na jednodušší látky, které jsou dostatečně malé, aby mohly být absorbovány v těle. Trávení je typické pro živočichy a většinu heterotrofních rostlin.
Při trávení se disacharidy a sacharidy mění na jednoduché cukry, tuky se štěpí na (acyl)glycerol a mastné kyseliny, bílkoviny zase na aminokyseliny. Nukleové kyseliny se štěpí na nukleotidy, ty dále na nukleosidy a kyselinu fosforečnou. Když je proces trávení ukončen, dochází ke vstřebávání živin. U vyšších živočichů se tak děje převážně v tenkém střevě a částečně i v tlustém střevě.
Hlavním mechanismem trávení je tzv. hydrolytický rozklad pomocí hydrolytických enzymů, který urychluje rozklad složitých řetězců tím, že usnadňuje jejich reakci s molekulami vody. Existují specializované hydrolytické enzymy pro každý typ látek: pro bílkoviny, tuky i sacharidy. Před vlastním trávením však často dochází k rozmělňování potravy, a tím zvýšení plochy, na kterou mohou působit enzymy.

## Trávení napříč živočišnou říší

Trávení vnitrobuněčné se uskutečňuje fagocytózou

Je nutné zabránit tomu, aby docházelo k trávení vlastních tkání, a proto se digesce provádí ve více či méně specializovaných částech těla. Nejjednodušším způsobem trávení se vyznačují prvoci a živočišné houby. Tyto primitivní organismy tráví veškerou potravu uvnitř svých buněk, čemuž se říká nitrobuněčné trávení. Pohlcují částečky potravy fagocytózou a tráví ji uvnitř váčků (potravní vakuoly).
U vyspělejších živočichů se k trávení vyvinuly speciální orgánové soustavy, které umožňují tzv. mimobuněčné (extracelulární) trávení.

## Trávicí soustava
U vyšších živočichů s mimobuněčným trávením vznikly rozličné druhy trávicí soustavy. Základní podmínkou je, aby tato soustava byla spojena s vnějším prostředím, a to zejména kvůli příjmu a vylučování potravy. Výhodou mimobuněčného trávení je fakt, že se do vnitřních nebuněčných prostorů vejde daleko větší množství natrávené potravy.

### Gastrovaskulární dutina
Nejjednodušším druhem trávicí soustavy je gastrovaskulární soustava, neboli láčka. Ta má pouze jeden otvor, společný přijímací i vyvrhovací. Najdeme ji u např. u kmene žahavci (Cnidaria) a žebernatky (Ctenophora), modelovým organismem je nezmar. Nezmar pomocí žahavých buněk ochromí kořist a vtáhne ji pomocí chapadel do láčky. Vnitřní povrch láčky je vystlán buňkami, které vylučují trávicí enzymy. Poté se malé částečky potravy dostanou do buněk nezmara, kde probíhá zbytek procesu trávení. Nestrávené zbytky odchází otvorem ven.

### Průchozí trávicí soustava
Ostatní kmeny živočichů, jako jsou například hlístice, kroužkovci, měkkýši, členovci a strunatci (včetně člověka), mají trávicí soustavu průchozí, s jedním otvorem přijímacím (ústní otvor) a jedním vyvrhovací (u člověka řitní otvor). Výhodou tohoto systému je možnost trávit část potravy a zároveň už ústním otvorem přijímat další.
Celá trávicí soustava je většinou rozčleněná na několik částí. Ačkoli mohou u různých druhů živočichů některé části chybět, obecně jsou tyto části zejména: ústní otvor, hltan, jícen, vole, žaludek (někdy navíc svalnatý žaludek), střevo (někdy dále rozčleněné) a řitní otvor.

## Trávicí soustava člověka

### Trávení sacharidů v lidském těle
Trávení sacharidů začíná v ústní dutině. Zde se škrob a glykogen (polysacharidy) z potravy rozkládají pomocí enzymu amylázy (ptyalinu), který je obsažen ve slinách. Amyláza mění v ústech, jícnu a hltanu polysacharidy na disacharid maltózu.
Další fáze trávení sacharidů se odehrává v tenkém střevě. Zde se rozkládají pomocí enzymu amylázy, který tentokrát vylučuje slinivka břišní, i další polysacharidy., opět na disacharid maltózu. Další enzym, maltáza, rozkládá maltózu na dvě molekuly glukózy. V tenkém střevě se však rozkládají i jiné cukry, například enzym sacharáza rozkládá sacharózu na fruktózu a glukózu, laktáza rozkládá laktózu na galaktózu a glukózu. Tyto jednoduché cukry jsou následně vstřebány do krve.

### Trávení proteinů v lidském těle
Trávení proteinů začíná v žaludku, kde se potrava mísí s žaludečními šťávami, jež vylučuje stěna žaludku. Tímto promícháním vzniká kašovitá trávenina. V žaludeční šťávě je poměrně vysoká koncentrace kyseliny chlorovodíkové (HCl). Díky ní je v žaludku velmi kyselé prostředí a pH je kolem 2. Taková acidita by například byla dostačující k rozpuštění železných hřebíků. Toto kyselé prostředí vede k narušení mezibuněčné hmoty mezi buňkami potravy a dále ničí bakterie (baktericidní účinky).
Vylučování žaludečních šťáv řídí hormon gastrin. Ten zajišťuje, aby zbytečně nebyly produkovány enzymy v době, kdy je žaludek prázdný.
Součástí žaludečních šťáv je také pepsin, který rozkládá bílkoviny na menší polypeptidy. Aby pepsin netrávil i stěny žaludku, je vylučován v inaktivní formě, jako tzv. pepsinogen. Jiné buňky stěny vylučují již zmíněnou kyselinu chlorovodíkovou a reakcí pepsinogenu a HCl teprve vzniká v určité vzdálenosti od stěny žaludku pepsin. Přes toto opatření (a přesto, že je na stěně žaludku hlen) však stěna žaludku narušována je a musí se (každé tři dny) regenerovat.
V tenkém střevě se díky enzymu slinivky břišní - trypsinu - rozkládají polypeptidy na peptidy. Tento proces je aktivován enteropeptidázou, která mění neúčinný trypsinogen na trypsin. Na tomto štěpení se podílí i další enzym, chymotrypsin.
Další štěpení obstarávají enzymy aminopeptidázy, karboxypeptidázy a dipeptidázy, které nakonec rozdělují řetězce na jednotlivé aminokyseliny.

### Trávení tuků v lidském těle
Trávení tuků začíná ve větším rozsahu až v tenkém střevě. Je mírně problematické, protože tuky nejsou rozpustné ve vodě a hydrolytické enzymy mají tím pádem ztíženou práci. Z tohoto důvodu jsou tuky v tenkém střevě štěpeny na malé kapénky (micely), a to účinkem žlučových solí. Tomuto procesu se říká emulgace.
Díky emulgaci se ke kapénkám dostanou enzymy lipázy, které štěpí tuky na mastné kyseliny, 2-monoacylglyceroly a příp. až na glycerol. Tento proces probíhá zejména ve dvanáctníku, prvním oddílu tenkého střeva. Produkty štěpení (volné mastné kyseliny a 2-monoacylglyceroly) se pomocí difúze dostanou z micel do buněk tenkého střeva (enterocyty). V enterocytech se z těchto štěpů syntetizují opět neutrální tuky, které jsou ukládány do částic chylomikronů a tyto částice se uvolňují do krevního oběhu.

### Trávení nukleových kyselin
Také nukleové kyseliny, tedy zejména DNA a RNA, jsou využity tělem, protože obsahují cenné prvky. V tenkém střevě se DNA a RNA díky enzymu nukleáze štěpí na jednotlivé nukleotidy (př. AMP). Ty se dále rozkládají působením nukleotidázy na nukleosidy. Tím však rozklad nekončí a enzym nukleosidáza dále štěpí nukleosidy na jednotlivé dusíkaté báze, cukr a kyselinu fosforečnou.

## Zisk energie
Lidé v rozvinutých zemích využijí z potravy asi 80 - 90% organických látek. Pro člověka nestravitelná je zejména celulóza, ale i některé další látky, jako je lignin, vosky, chitin, pektin, beta-glukany a oligosacharidy. Nestravitelná část potravy se také označuje jako vláknina.
Část energie se také v procesu trávení spotřebovává. Energeticky náročná je peristaltika, pozvolný rytmický pohyb stěn některých orgánů, jako jsou střeva. Dále se energie spotřebovává na výrobu a vylučování trávicích enzymů, aktivní přenos látek přes membrány a podobně.

## Trávení celulózy
Býložravci obecně musí řešit problém, jak strávit rostliny, které se totiž z velké části skládají z celulózy. Celulóza je polysacharid, vytvořený řetězením molekul glukózy za sebou. Se štěpením celulózy si poradilo jen několik skupin organismů: zejména některé mikroorganismy (z řad bakterií, prvoků, kvasinek) a některé houby. Takové organismy mají zvláštní enzymy, celulázy, které katalyzují rozklad celulózy na její podjednotky.
Výjimečně umí štěpit celulózu (pomocí celuláz) i živočichové: například někteří plži, korýši a hmyz. Obecně se však dá říci, že býložraví živočichové častěji volí cestu symbiotického vztahu s mikroorganismy, kteří žijí v jejich trávicí soustavě a zprostředkovávají štěpení celulózy.
Přežvýkavci jsou právě jednou ze skupin, které hostí symbiotické bakterie ve své trávicí soustavě. K tomu jsou dokonale přizpůsobeni. Mají tři předžaludky (čepec, bachor, kniha) a žaludkem v pravém slova smyslu je teprve slez. Svou objemovou kapacitou je nejvýznamnější bachor, který má např. u krávy objem 100-200 litrů. Právě ten obsahuje bohatou mikroflóru, na níž se z bakterií podílí např. rod Bacteroides, z prvoků bachořci (Entodiniomorphida), z hub např. Neocallimastix 
Druhou známou skupinou jsou termiti (Isoptera). Dominantní skupinu symbiontů v jejich střevech tvoří brvitky (Hypermastigida). Tyto brvitky obsahují uvnitř svých buněk bakterie, které teprve jsou vlastním mechanismem trávení.

## Trávení u masožravých rostlin
Trávení se vyvinulo též u masožravých rostlin, tedy botanických druhů, které přijímají některé minerální látky z hmyzí kořisti. Tyto rostliny produkují, stejně jako živočichové, speciální trávicí enzymy. Většina masožravých rostlin si vyrábí své vlastní enzymy. Jiné (např. Heliamphora) spoléhají na symbiotické bakterie, které jsou zodpovědné za prosté shnití kořisti v pasti. Další možností je kombinace vlastních rostlinných enzymů a bakteriálních enzymů.
Některý hmyz (Pameridea, Setocornis) vyhledává pasti masožravých rostlin a loví hmyz, který v nich uvízl. Tito brouci posléze vylučují se svou stolicí látky, které již rostlina dokáže vstřebat.